# Fuertesiella
Fuertesiella es un género monotípico de orquídeas. Su única  especie, Fuertesiella pterichoides Schltr. in Urb. es originaria del Caribe distribuida en Cuba y La Española.

## Descripción
Es una orquídea de pequeño tamaño, que prefiere el clima fresco. Tiene hábito terrestre con raíces carnosas y una sola hoja, basal, ovado-cordiforme, estrechándose gradualmente abajo en la base peciolada. Florece a finales de primavera y principios del verano en una inflorescencia terminal erecta, de 25 cm de largo, con hasta 15 flores.

## Distribución y hábitat
Se encuentra en Cuba y la República Dominicana a una altitud de 1500 a 1800 metros en los bosques lluviosos montanos.

## Taxonomía
Fuertesiella pterichoides fue descrita por Rudolf Schlechter y publicado en Symbolae Antillanae seu Fundamenta Florae Indiae Occidentalis 7: 493. 1913.
Sinónimos
- Cranichis grandiflora Ames & C.Schweinf., Schedul. Orchid. 8: 8 (1925).
- Fuertesiella grandiflora (Ames & C.Schweinf.) Schltr., Repert. Spec. Nov. Regni Veg. 21: 331 (1925).[1]